# مارك ليزلي (مؤلف)
مارك ليزلي (بالإنجليزية: Mark Leslie)‏ (6 مايو 1969)؛ روائي خيال تأملي ورعب كندي.